# Asymbolus rubiginosus
Asymbolus rubiginosus е вид пилозъба акула от семейство Scyliorhinidae. Видът не е застрашен от изчезване.

## Разпространение и местообитание
Разпространен е в Австралия (Виктория, Куинсланд, Нов Южен Уелс и Тасмания).
Среща се на дълбочина от 25 до 152,5 m, при температура на водата от 15,7 до 19,2 °C и соленост 35,4 – 35,6 ‰.

## Описание
На дължина достигат до 41,9 cm.